# Herb gminy Kroczyce
Herb gminy Kroczyce – symbol gminy Kroczyce.

## Wygląd i symbolika
Herb przedstawia na tarczy w górnej, biało-niebieskiej części nazwę gminy, pod nią w polu żółtym zielone wzgórze, na którym umieszczono białe ostańce, natomiast w dolnej części tarczy w żółtej osnowie w kształcie liścia zielone gałązki drzew iglastych i liściastych oraz brązowe koło drewniane.